# Caobangia morrisoni
Caobangia morrisoni är en ringmaskart som beskrevs av Jones 1974. Caobangia morrisoni ingår i släktet Caobangia och familjen Sabellidae. Inga underarter finns listade i Catalogue of Life.